# Persone di cognome Pearson
| Questa pagina contiene informazioni ricavate automaticamente dalle voci biografiche con l'ausilio del template Bio e di un bot. L'aggiornamento è periodico e automatico e ricostruisce completamente la pagina. Se manca una persona in questa lista, sei pregato di non aggiungerla, ma accertati piuttosto che la sua voce biografica contenga il template Bio e che i dati anagrafici siano correttamente compilati. Se il template Bio manca, inseriscilo tu stesso o, in alternativa, metti l'avviso {{tmp\|Bio}} che ne segnala la mancanza. Se i dati riportati sono sbagliati, correggi direttamente la voce biografica; le modifiche saranno visibili in questa lista entro pochi giorni. Per chiarimenti vedi il progetto antroponimi. La lista contiene solo le 51 persone che sono citate nell'enciclopedia e per le quali è stato implementato correttamente il template Bio. Pagina aggiornata al 23 apr 2025. |

Questa è una lista di persone presenti nell'enciclopedia che hanno il cognome Pearson, suddivise per attività principale.

## Allenatori di calcio(2)
- Nigel Pearson, allenatore di calcio e ex calciatore inglese (Nottingham, n. 1963)
- Stan Pearson, allenatore di calcio e calciatore inglese (Salford, n. 1919 - Jacksonville, † 1997)

## Allenatori di hockey su ghiaccio(1)
- Mel Pearson, allenatore di hockey su ghiaccio e hockeista su ghiaccio canadese (Flin Flon, n. 1938 - Flin Flon, † 1999)

## Antropologi(1)
- Roger Pearson, antropologo, politico e editore britannico (Londra, n. 1927 - Washington, † 2023)

## Architetti(1)
- John Loughborough Pearson, architetto inglese (Bruxelles, n. 1817 - Londra, † 1897)

## Artisti marziali misti(1)
- Ross Pearson, artista marziale misto britannico (Sunderland, n. 1984)

## Attori(1)
- Neil Pearson, attore inglese (Londra, n. 1959)

## Attrici(2)
- April Pearson, attrice e modella inglese (Bristol, n. 1989)
- Virginia Pearson, attrice statunitense (Anchorage, n. 1886 - Hollywood, † 1958)

## Calciatori(8)
- Matty Pearson, calciatore inglese (Keighley, n. 1993)
- Stuart Pearson, ex calciatore e allenatore di calcio inglese (Kingston upon Hull, n. 1949)
- Ben Pearson, calciatore inglese (Oldham, n. 1995)
- Hubert Pearson, calciatore inglese (Tamworth, n. 1886 - Tamworth, † 1955)
- Jonathan Pearson, ex calciatore maltese (n. 1987)
- Peter Pearson, calciatore santaluciano (Virginia Beach, n. 1995)
- Stephen Pearson, ex calciatore scozzese (Lanark, n. 1982)
- Billy Pearson, calciatore irlandese (Clonmel, n. 1921 - West Yorkshire, † 2009)

## Cantautrici(1)
- Amy Pearson, cantautrice britannica (Birmingham, n. 1985)

## Cavalieri(1)
- Lee Pearson, cavaliere britannico (Cheddleton, n. 1974)

## Cestisti(4)
- Chris Pearson, ex cestista britannico (Huwl, n. 1979)
- Danny Pearson, ex cestista statunitense (Columbia, n. 1963)
- Nijal Pearson, cestista statunitense (Beaumont, n. 1996)
- Ryan Pearson, cestista statunitense (Queens, n. 1990)

## Chimici(1)
- Ralph Pearson, chimico statunitense (Chicago, n. 1919 - † 2022)

## Ciclisti su strada(1)
- Daniel Pearson, ciclista su strada britannico (Cardiff, n. 1994)

## Conduttori televisivi(1)
- Adam Pearson, conduttore televisivo, attivista e attore britannico (Londra, n. 1985)

## Fumettisti(1)
- Luke Pearson, fumettista britannico (Stockton-on-Tees, n. 1987)

## Giocatori di football americano(2)
- Drew Pearson, ex giocatore di football americano statunitense (South River, n. 1951)
- Preston Pearson, ex giocatore di football americano statunitense (Freeport, n. 1945)

## Giocatori di poker(1)
- Puggy Pearson, giocatore di poker statunitense (Tennessee, n. 1929 - Las Vegas, † 2006)

## Giornalisti(1)
- Arthur Pearson, giornalista e editore britannico (Wookey, n. 1866 - Londra, † 1921)

## Matematici(1)
- Karl Pearson, matematico e statistico britannico (Londra, n. 1857 - Coldharbour, † 1936)

## Micologi(1)
- Arthur Anselm Pearson, micologo britannico (Londra, n. 1874 - † 1954)

## Militari(1)
- Peter Pearson, militare britannico (n. 1954)

## Montatori(1)
- Richard Pearson, montatore statunitense (Minneapolis, n. 1961)

## Nuotatori(1)
- Todd Pearson, ex nuotatore australiano (Geraldton, n. 1977)

## Nuotatrici(1)
- Michelle Pearson, ex nuotatrice australiana (n. 1964)

## Ostacoliste(1)
- Sally Pearson, ex ostacolista e velocista australiana (Sydney, n. 1986)

## Pastori protestanti(1)
- Carlton Pearson, pastore protestante e personaggio televisivo statunitense (San Diego, n. 1953 - Tulsa, † 2023)

## Piloti automobilistici(1)
- David Pearson, pilota automobilistico statunitense (Spartanburg, n. 1934 - Spartanburg, † 2018)

## Politici(3)
- Charles Pearson, politico inglese (Londra, n. 1793 - Londra, † 1862)
- Lester Pearson, politico canadese (Newtonbrook, n. 1897 - Ottawa, † 1972)
- Malcolm Pearson, barone Pearson di Rannoch, politico britannico (Devizes, n. 1943)

## Registi(1)
- George Pearson, regista inglese (Londra, n. 1875 - Malvern, † 1973)

## Saggisti(1)
- Joseph Pearson, saggista, giornalista e storico canadese (Edmonton, n. 1975)

## Sceneggiatori(2)
- Eric Pearson, sceneggiatore statunitense (New York, n. 1984)
- Joe Pearson, sceneggiatore e produttore televisivo statunitense (California, n. 1956)

## Scrittori(2)
- John Pearson, scrittore e biografo britannico (Epsom, n. 1930 - † 2021)
- Ridley Pearson, scrittore statunitense (Glen Cove, n. 1953)

## Statistici(1)
- Egon Pearson, statistico britannico (Hampstead, n. 1895 - Midhurst, † 1980)

## Triatleti(1)
- Morgan Pearson, triatleta statunitense (Washington, n. 1993)